# ۲۸ می (باکو)
۲۸ می (انگلیسی: 28 May) یک شهرک در جمهوری آذربایجان است که در باکو قرار دارد.